# 蒙古秘史

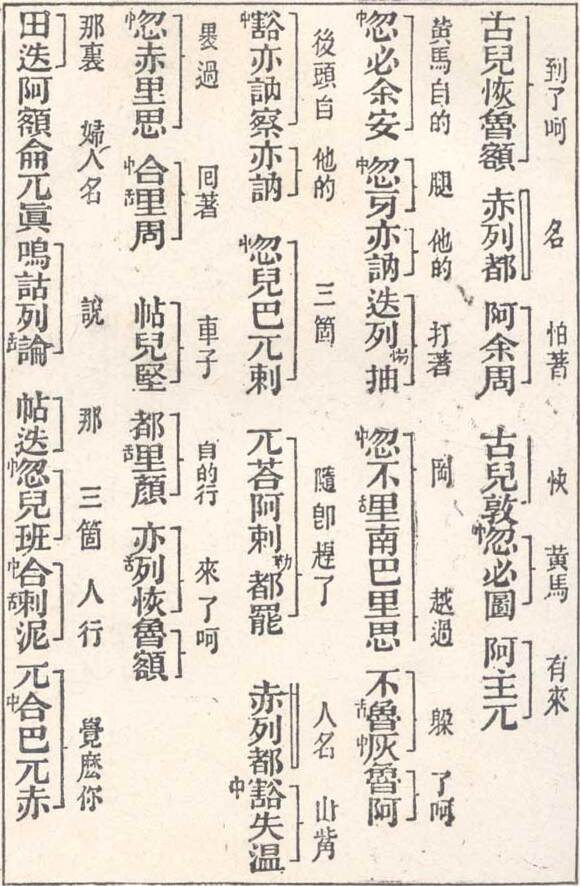
1908年中国出版《蒙古秘史》的一页，左侧大字为用汉字标音的蒙古语，右侧为中文翻译和注解。

《蒙古秘史》，或稱《元朝秘史》、《脫卜赤顏》，共十五卷，成書於1252年，作者不詳。自成吉思汗二十二代先祖孛兒帖赤那、豁埃馬闌勒，至窩闊臺可汗十二年（1240年）為止。被譽為蒙古史三大要籍之首。清咸豐、同治年間，廣東順德人李文田為《元朝秘史》作注。

## 版本
《蒙古秘史》最初以传统蒙古文写成，但目前流传下来的唯一完整版本是汉字标音本。标题为「忙豁侖·紐察·脫卜察安」（蒙古语：-{ᠮᠣᠩᠭᠣᠯ ᠤᠨ
ᠨᠢᠭᠤᠴᠠ

ᠲᠣᠪᠴᠢᠶᠠᠨ}-，鲍培转写：，西里尔字母：），意為「蒙古的秘密書冊」，即《元史·虞集傳》的「脫卜赤顏」及《元史·察罕傳》「脫必赤顏」。
元朝被明朝推翻後，《蒙古秘史》蒙文版本似乎仍在少量地流傳著。直到18世紀蒙古僧侶羅卜藏丹津篇寫的蒙文史書《黃金史》，保留了《蒙古秘史》的2/3章節，但是文字上和现存蒙古秘史略有不同。人們已無法得知羅氏是在何時何地看到那個版本的《蒙古秘史》。羅氏《蒙金史》是在1926年才被布里亚特-蒙古學者札木薩喇諾發現，得自內蒙古察哈爾部舊貴族永謝布台吉（Yungshiyebu taiji）。
元朝曾經將《金冊》頒給波斯的伊兒汗國，他們編寫的波斯文史書《史集》据称利用了《金冊》作史料。《史集》當中的確有不少只見於《蒙古秘史》的史事，學者們相信這本《金冊》其實就是《蒙古秘史》的另一個稱謂。但伊兒汗國的《金冊》已經佚失。
元朝也有《蒙古秘史》的漢文譯本，即《元史·察罕傳》記載的《聖武開天記》。然而如今流傳的是清朝學者錢大昕所發現的《聖武親征錄》，其內容與《元史·太祖紀》相仿，但卻明顯是《蒙古秘史》的簡略版。

### 《元朝秘史》
明朝驅趕元順帝並佔領大都（北京）时，獲得了蒙古汗室世代相傳的金匱之書——《蒙古秘史》。朱元璋為了訓練通曉蒙古語的翻譯人才，命令投降明朝且通曉蒙古語的色目人撰写教材，精細地用漢字標蒙古詞匯的發音，編成了蒙漢對照的生字表《華夷譯語》；更將《蒙古秘史》用同樣方法翻譯——漢字意譯、標音，并給予漢文名字《元朝秘史》。
《元朝秘史》輾轉傳抄，蒙古原文已佚，只餘下漢字的標音與意譯，以及一段段的簡單總譯。直到清朝中後期才被學者葉德輝、錢大昕、李文田等大為推廣。雖然《元朝秘史》失去蒙古文原文，但內容卻保留完整。近代學者皆以漢字版的《元朝秘史》為本，比對羅氏《黃金史》以還原《蒙古秘史》的全文內容。

## 價值
《蒙古秘史》記載了大量成吉思汗一生的經歷，大部份都是第一手史料，甚至是唯一的記載。尤其是成吉思汗年幼時殺死異母弟別克帖兒、成吉思汗年幼曾被泰赤烏人俘虜但得到赤老溫一家私放、成吉思汗的妻子孛兒帖曾被蔑兒乞人擄走、成吉思汗曾投靠札木合、成吉思汗在十三翼之戰被札木合打敗並退守深山、成吉思汗四位妻子的史事、長子朮赤及次子察合台的爭拗、窩闊台重病時弟弟拖雷飲下有咒語的酒而死等等，大量史實在其他史書絕口不提或輕輕帶過，卻詳細地記載於《蒙古秘史》。
《蒙古秘史》是13世紀蒙古語的重要來源，是蒙古語音韻學的依靠。書中有大量的押頭韻詩，是蒙古文學的鼻祖。《蒙古秘史》是遊牧民族歷史上第一部史書，書中對遊牧民族的生活、思想都有史無前例的詳細記載，是記述遊牧民族的經典。

## 译本
1910年代，呼伦贝尔的成德公就开始对《元朝秘史》进行蒙古文还原。
1941年，蒙古人民共和国翻译家曾德·达木丁苏伦将该书翻译回现代蒙古语。

## 爭議
一般來說，由於《蒙古秘史》最後講到第二任大汗窩闊台可汗晚年，因而不少學者簡單地認為這個「鼠年」是1240年。然而這是不可能的，因為1240年並沒有在蒙古怯祿連河的曲雕阿蘭（原名阿布拉格）舉行忽里勒台宗親大會。唯一在此地舉行宗親大會的鼠年是1228年，即成吉思汗去世後大家準備推舉窩闊台繼位那年的宗親大會。其實此書應是在1228年完成最初版本，记载成吉思汗的祖先及其一生功業，其後不斷增加内容及修訂，加入了簡略的窩闊台生平，更加入了拖雷攻滅金國的战功，卻使時間混亂、事史顛倒。多次加入內容後，寫作年份、地點就作為跋文附在《秘史》最後，成為最後一章，結果讓後人誤以為《秘史》成書於比窩闊台更晚的時代。1228年作書的說法越來越被學界接受。
余大钧在其译注的《蒙古秘史》序言中分析指出蒙古秘史的成书时间应为1252年。有鑑於《秘史》第282节尾跋全文为：“会聚在一起举行也客忽邻勒塔。”由於1228年并未举行也客忽邻勒塔（阿布拉格忽里勒台），推戴窝阔台为大汗的也客忽邻勒塔是在第二年1229年举行的。1240年也未举行忽邻勒塔。1251年夏六月至1252年春举行推戴蒙哥为大汗及议决惩办、处置窝阔台、察合台两系宗王及其党羽的措施的也客忽邻勒塔。因此在《秘史》中有不少美化蒙哥之父拖雷，贬低窝阔台、察合台及他們的子孙贵由、不里的情节，这是符合巩固蒙哥新政权的政治需要。因此《秘史》于1252年成书是唯一合理可能，其他可能都存在难以克服的矛盾。

### 引用
1. ↑  《元史·虞集傳》載：「奎章閣以纂修《經世大典》，請從翰林國史院取《脫卜赤顏》一書以紀太祖以來事跡，紹以命翰林學士承旨押不花、塔失海牙。押不花言：「《脫卜赤顏》事關秘禁，非可令外人傳寫，臣等不敢奉詔。」“脫卜赤顏”即“脫卜察安”，“秘史”也。
2. ↑  札奇斯欽：《蒙古黃金史譯註》（台北：經聯，1979）
3. ↑  王國維：《蒙古史料四種》（台北：正中書局，1975）。
4. ↑  札奇斯欽：《蒙古秘史新譯並註釋》（台北：經聯，1992）。
5. ↑  余大钧 (译注)：《蒙古秘史》（内蒙古大学出版社，2014）